# Sinophorus alpinus
Sinophorus alpinus là một loài tò vò trong họ Ichneumonidae.